# 联邦大道 (波士顿)

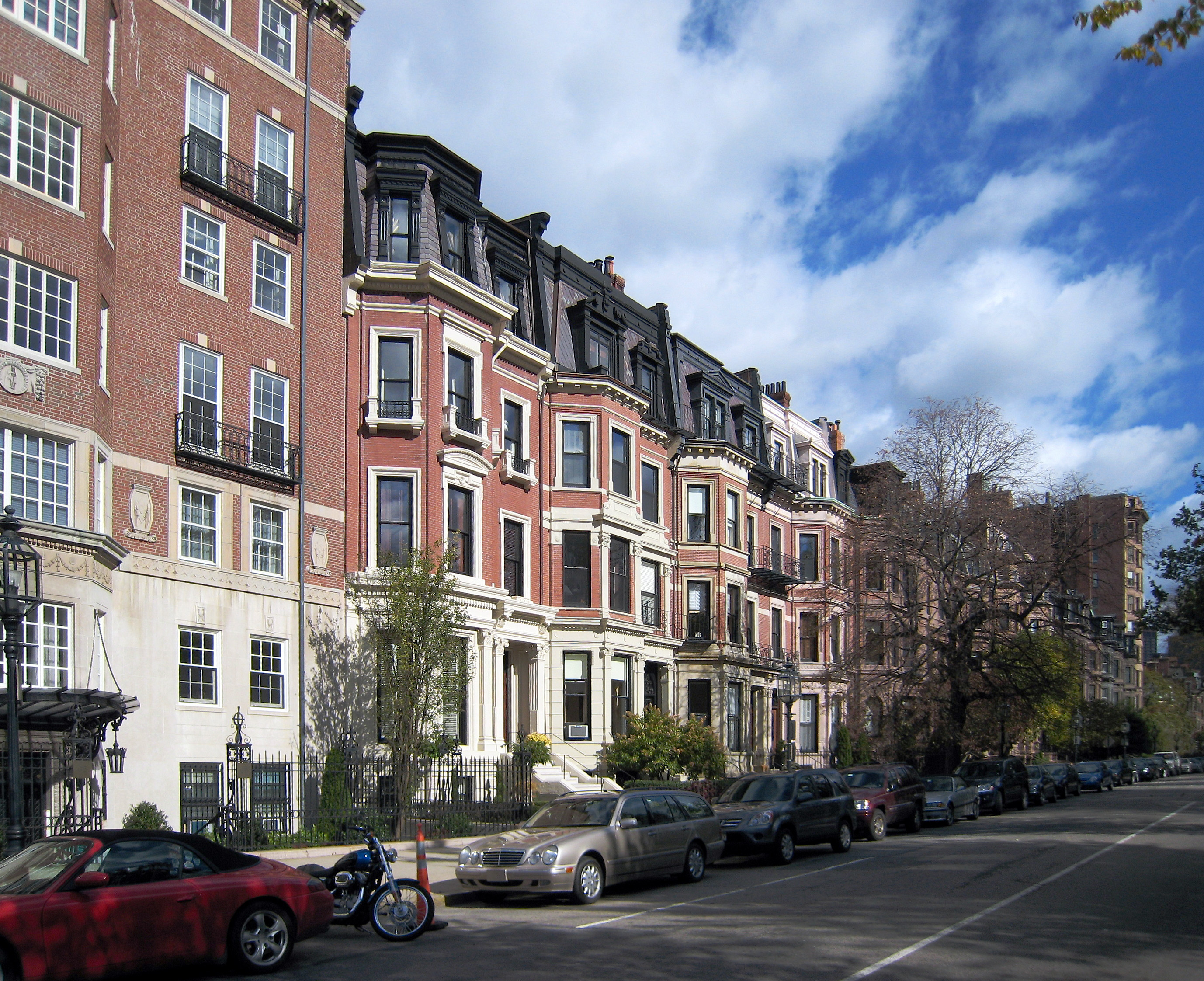
联邦大道

联邦大道（Commonwealth Avenue）是美国马萨诸塞州波士顿和牛顿两市的一条重要街道. 它开始于波士顿公共花园的西部边缘，并继续向西穿过 后湾, Kenmore 广场、奥尔斯顿、布莱顿和栗树山街区。它继续作为30号公路的一部分，经过牛顿，直到穿过查尔斯河到达韦斯顿镇边界。
后湾的联邦大道经常被比作 乔治-欧仁·奧斯曼的巴黎林荫大道，中间是宽阔的林荫道，称为“联邦大道林荫路”（Commonwealth Avenue Mall），夹杂着许多雕像和纪念碑，形成了绿宝石项链最狭窄的一环。它连接波士顿公共花园与后湾沼泽（Back Bay Fens）。 

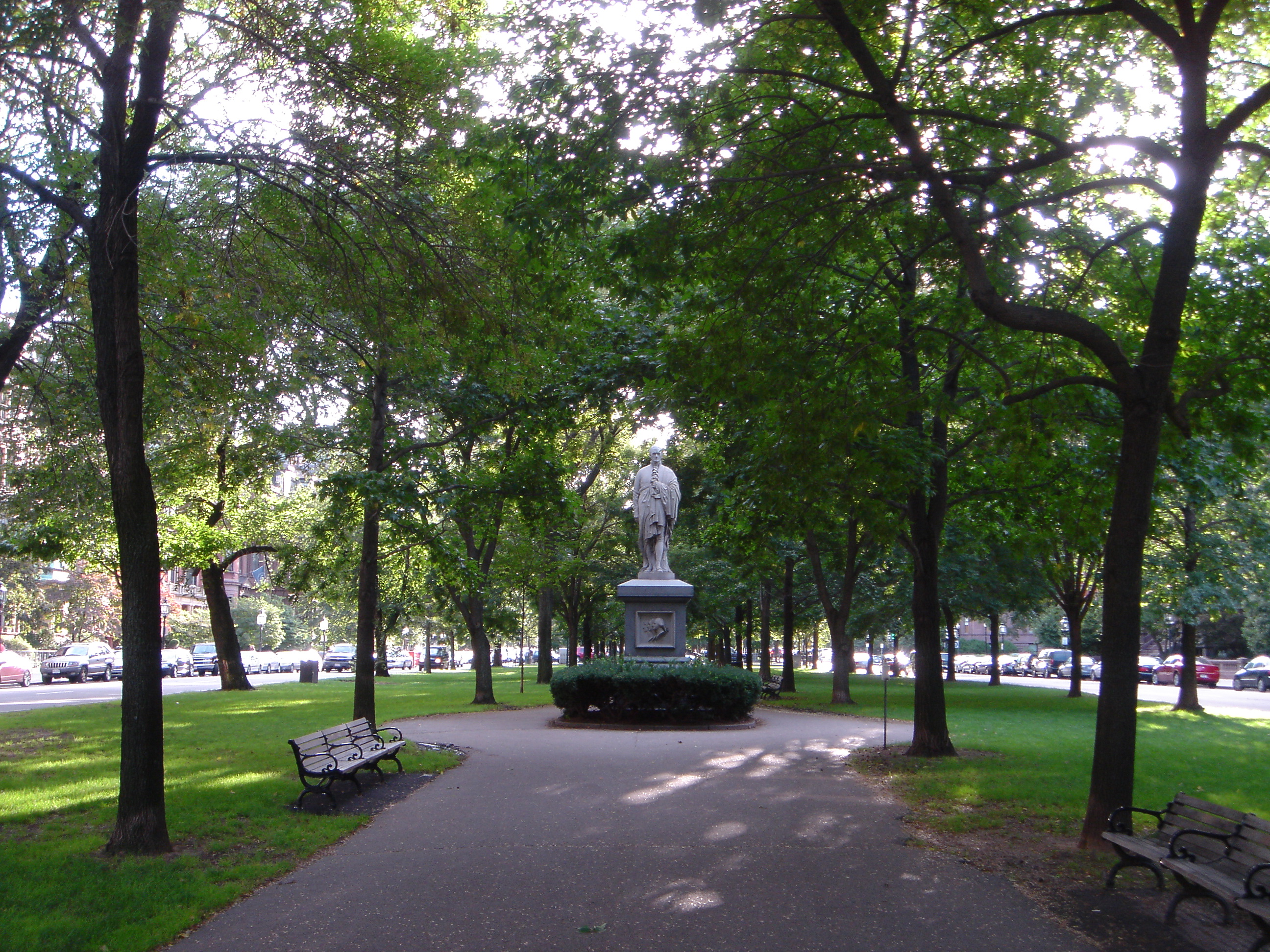
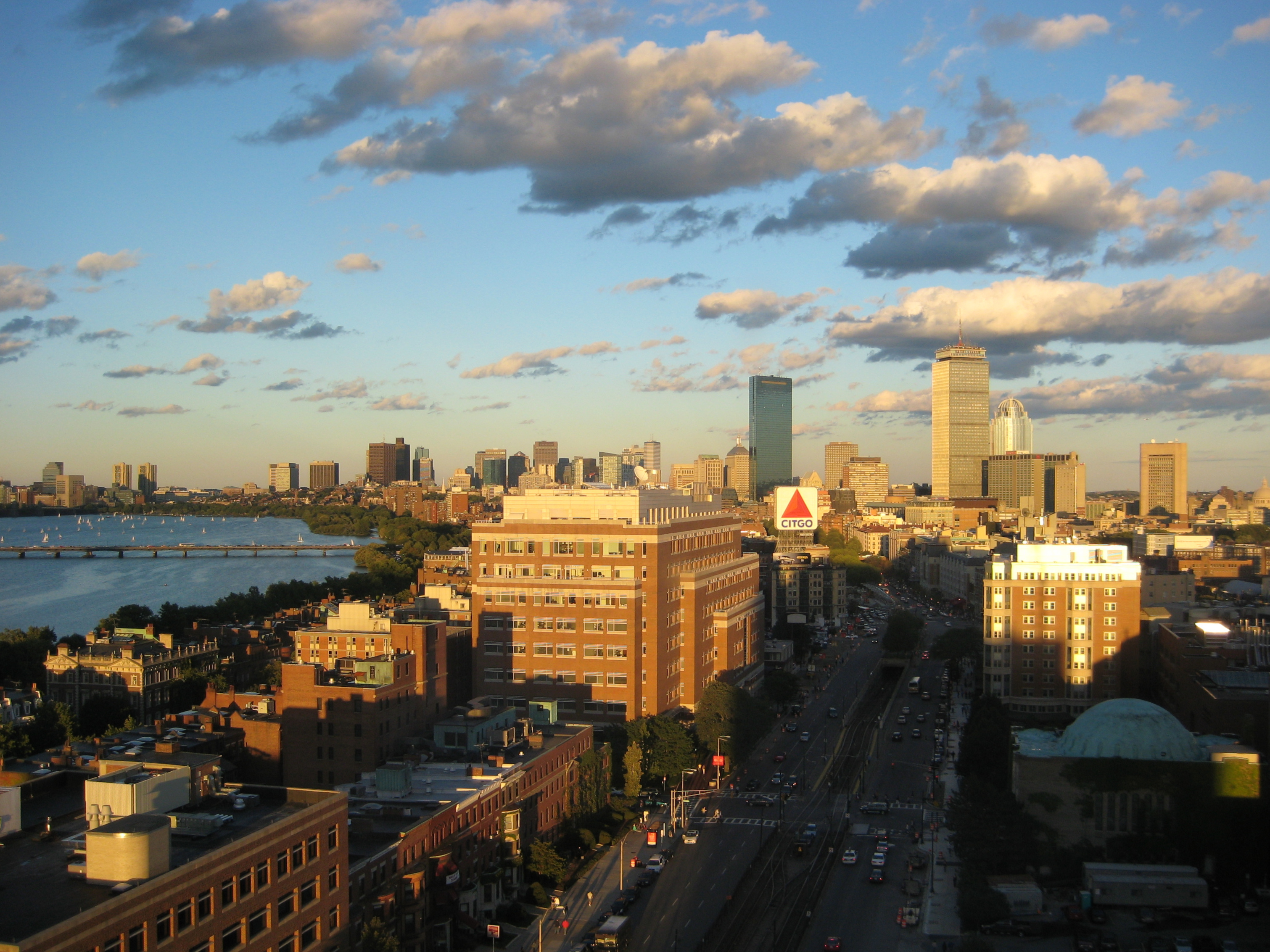
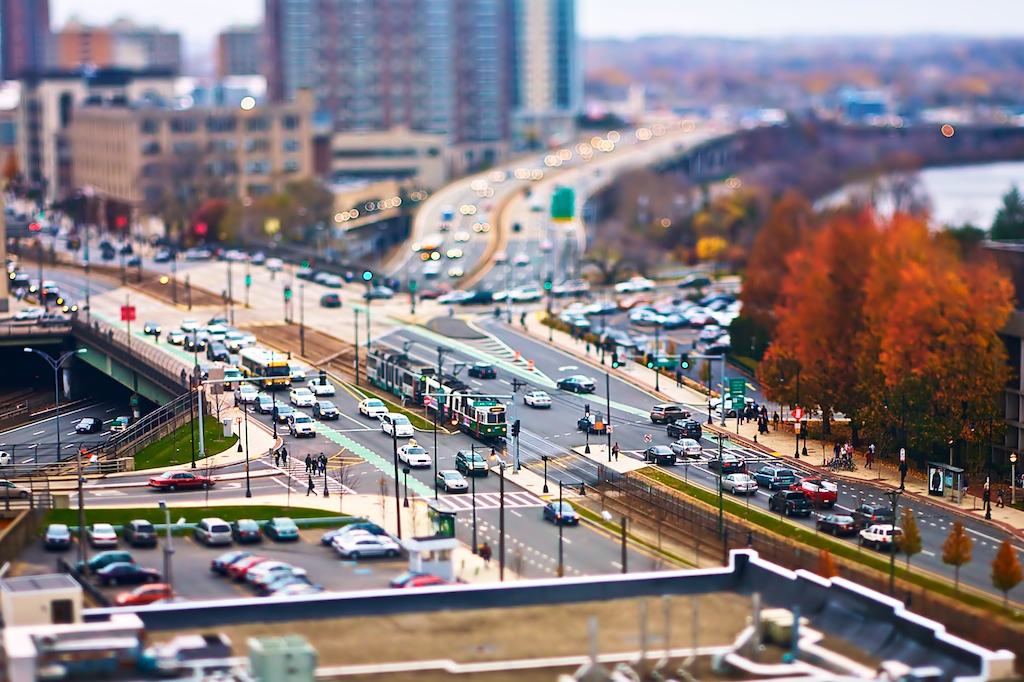